# Kiến tạo sơn Ural
Kiến tạo sơn Ural là thuật ngữ để chỉ một chuỗi dài các sự kiện địa chất đã làm nổi lên dãy núi Ural, bắt đầu từ Hậu Than đá và Permi của đại Cổ sinh, khoảng 318-299 và 299-251 triệu năm trước (Ma), và kết thúc với các chuỗi cuối cùng của va chạm lục địa trong kỷ Trias tới đầu kỷ Jura. Trong giới hạn của kiến tạo địa tầng và trôi dạt lục địa, kiến tạo sơn Ural được tạo ra từ chuyển động theo hướng tây nam của mảng Siberi, bắt kịp vùng đất nhỏ hơn là Kazakhstania, giữa nó và siêu lục địa gần như gắn kết toàn bộ là Pangaea. Các dãy núi ở Đông Âu, trên một lục địa cổ mà các nhà địa chất gọi là Laurussia, và các dãy núi ở miền tây Siberia đều nâng lên do rìa của Kazakhstania trèo lên trên mảng châu Âu. Sự kiện này là giai đoạn cuối cùng trong việc ráp lại Pangaea.